# Кляшевское сельское поселение
Кляшевское се́льское поселе́ние — муниципальное образование в Тетюшском районе Татарстана Российской Федерации.
Административный центр — село Кляшево.

## История
Статус и границы сельского поселения установлены Законом Республики Татарстан от 31 января 2005 года № 41-ЗРТ «Об установлении границ территорий и статусе муниципального образования "Тетюшский муниципальный район" и муниципальных образований в его составе».

## Население
| 2010 | 2011 | 2012 | 2013 | 2014 | 2015 | 2016 |
| ---- | ---- | ---- | ---- | ---- | ---- | ---- |
| 403  | ↘400 | ↘391 | ↗402 | ↗826 | ↘799 | ↘772 |
| 2017 | 2018 |      |      |      |      |      |
| ↘755 | ↘731 |      |      |      |      |      |

## Состав сельского поселения
| № | Населённый пункт | Тип населённого пункта       | Население |
| - | ---------------- | ---------------------------- | --------- |
| 1 | Кляшево          | село, административный центр | ↗402      |
| 2 | Тоншерма         | село                         | ↘433      |